# Dipteryx rosea
Dipteryx rosea (charapilla, cumaru) es una especie de leguminosa en la familia Fabaceae. Es endémica de Brasil, Argentina y Perú.

## Taxonomía
Dipteryx rosea fue descrita por George Bentham y publicado en Journal of the Proceedings of the Linnean Society 4 (Suppl.): 125. 1860.
Sinonimia
- Coumarouna charapilla J.F.Macbr.
- Coumarouna rosea (Benth.) Taub.
- Cumaruna rosea (Spruce ex Benth.) Kuntze
- Dipteryx charapilla (J.F.Macbr.) Ducke[3]